# Stefan Hertmans
Stefan Hertmans (Gent, 31 maart 1951) is een Belgisch schrijver, dichter en essayist.

## Levensloop
Hij is auteur van een literair en essayistisch oeuvre (poëzie, roman, essay, theatertekst, kortverhaal) dat hem in binnen- en buitenland bekend maakt. Zijn gedichten en verhalen verschenen in het Frans, Spaans, Italiaans, Roemeens, Kroatisch, Duits, Bulgaars. 
Hertmans doceerde aan het Stedelijk Secundair Kunstinstituut Gent en de Koninklijke Academie voor Schone kunsten (KASK, Hogeschool Gent) en leidde er het Studium Generale tot oktober 2010. Hij gaf lezingen aan de Sorbonne, de universiteiten van Wenen, Berlijn en Mexico City, Library of Congress (Washington), University College London.
Zijn werk verscheen onder meer in The literary Review (Madison) The Review of contemporary fiction (Illinois) en Grand Street (New York). Hertmans werkte mee aan tijdschriften zoals Raster, De Revisor, Het Moment, NWT, Yang, Dietsche Warande & Belfort, Poëziekrant en Parmentier. Van 1993 tot 1996 was hij redacteur van het Nederlandse tijdschrift De Gids, hij recenseerde voor De Morgen en schreef de boekenbijlage van De Standaard. In Nederland publiceerde hij in Trouw.
In juli 2017 werd hij naast elf anderen Commandeur in de Kroonorde, op de dag dat traditioneel elk jaar door het Hof eretekens uitgereikt worden.

## Werk
Hertmans publiceert romans, verhalenbundels, essayboeken, theaterteksten en poëzie. Zijn eerste publicatie was de roman Ruimte (1981). De bundel Sneeuwdoosjes bevat essays over onder meer Walter Benjamin, Jorge Luis Borges, Marguerite Duras, Ernst Jünger, W.H. Auden en Igor Stravinsky. Naar aanleiding van de bundel verleende het Amsterdams Fonds voor de kunst hem in 1991 een opdracht die resulteerde in de niet gepubliceerde studie over de componisten Hindemith en Honegger.
Later komt de theatertekst Kopnaad, waarvan Radio 3 (Nederland) in 1993 een radiobewerking uitzond en de Amsterdamse regisseur Jan Ritsema een opvoering maakte (nominatie theaterfestival 1995) voor het Brusselse Kaaitheater. Kopnaad werd in 1997 in Duitse vertaling in het theaterbestand van Fischer Verlag opgenomen en is sindsdien een radioproductie in Berlijn.

### Naar Merelbeke
De roman Naar Merelbeke (1994) werd genomineerd voor de Librisprijs en voor de Schrijvers-van-Nu-prijs van ECI. De dichtbundel Muziek voor de overtocht werd genomineerd voor de VSB-poëzieprijs en kreeg in 1995 de Prijs van de Vlaamse Gemeenschap voor Poëzie en de Paul Snoek-prijs 1996. De essays in Fuga's en pimpelmezen (1996) mengden zich in het debat over fundamentalisme, de oorlog in Bosnië en ideologieën, Slavoj Žižek, Jan Fabre, Paul Hindemith, Leoš Janáček en Elvis Costello, Bernard-Henri Lévy, George Steiner. Het reisverhaal Steden, verhalen onderweg verscheen in maart 1998.

### Na 2000
Op uitnodiging van uitgeverij Boom schreef Hertmans het essay Het bedenkelijke voor de reeks filosofische commentaren Boom Essay over het obscene in de cultuur. In opdracht van het Kaaitheater Brussel en Brussel 2000 schreef hij een theatertekst rond het motief van de Griekse vrouwen in de antieke tragedie. Hertmans maakte het thema radicaal en eigentijds in Mind the Gap. Het stuk werd opgevoerd in het najaar 2001 door Toneelgroep Amsterdam in een regie van Gerardjan Rijnders. In datzelfde jaar verscheen Als op de eerste dag. In het najaar van 2002 verschenen de essayboeken Het Putje van Milete en Engel van de metamorfose. Het eerste bevat essays over actuele kwesties en over Martin Walser, D.H. Lawrence, Samuel Beckett, J.L. Borges, Hugo Claus en Peter Verhelst). Het tweede verzamelt essays over het oeuvre van Jan Fabre.
In het najaar van 2003 verscheen de dichtbundel Vuurwerk zei ze. In 2004 verscheen Le Paradoxe de Francesco, een selectie gedichten en essays (met niet in het Nederlands gepubliceerde teksten).
In december 2004 stapte Hertmans over naar De Bezige Bij. Daar publiceerde hij de bundel Kaneelvingers. In 2006 verscheen Muziek voor de overtocht, Gedichten 1975-2005, een herziene uitgave van alle dichtbundels, een selectie verspreide gedichten en een selectie uit een eerste, nooit tevoren gepubliceerde bundel, De Kleine Woordwoestijnen (uit 1975-1979). In 2007 verscheen Het zwijgen van de tragedie, die essays samenbrengt die ontstonden rond de theatertrilogie Kopnaad, Mind the Gap en De dood van Empedokles. Najaar 2008 verscheen de roman Het verborgen weefsel, die de innerlijke strijd van een hedendaagse schrijfster oproept. In 2010 verscheen de dichtbundel De val van vrije dagen.

### Oorlog en terpentijn
Oorlog en terpentijn is gebaseerd op een paar cahiers die Hertmans in de jaren 1980 kreeg van zijn grootvader, een gedecoreerde held uit de Eerste Wereldoorlog, een plichtsbewuste en gedisciplineerde soldaat. De roman reconstrueert het leven van Urbain Martien. Zijn leven begint in een Gentse volksbuurt tijdens de belle époque en krijgt een onvoorziene wending tijdens de Eerste Wereldoorlog. Hiervoor kreeg hij op 13 november 2014 de AKO Literatuurprijs.

## Festivals, symposia
In 1997 was hij writer in residence aan de universiteit van Wenen. In de lezingenreeks (uitgegeven door de Universiteit van Wenen in Wiener Broschüren) verscheen het essay Wenen uit Steden in de reader Wien, Wien, nur du allein? Hertmans vertegenwoordigde de Nederlandstalige literatuur op internationale festivals en symposia, zoals Struga (Macedonië 1989), Adelaide (Australië 1996), Wenen (writer in residence 1997), Frankfurt, Londen, Parijs, Berlijn, Washington DC (Lezing Library of Congress 1998) en Portugal (Porto, januari 2000). In maart 1999 nam hij deel aan The London Book Fair, in 1999 nam hij deel aan het Franse festival Les Belles Etrangères, in 2001 aan de Lyrikertage Münster en aan de Fiera del Libro, in Turijn. In 2000 werd hij geselecteerd als eerste Belgische writer in residence in de Villa Mont Noir of Villa Marguerite Yourcenar waar Marguerite Yourcenar kwam als kind. In 2003 was hij op het Salon du Livre in Parijs. In 2018 is Hertmans gastschrijver aan de Universiteit Leiden.

## Prijzen en nominaties
- De Prijs voor het beste debuut 1982, voor de roman Ruimte
- De provinciale prijs van de provincie Oost-Vlaanderen, eveneens voor Ruimte
- De Amsterdamse Multatuliprijs 1988, voor Gestolde wolken
- De Arkprijs van het Vrije Woord 1988, voor de gedichtenbundel Bezoekingen
- De Driejaarlijkse Prijs van de Vlaamse Provincies, 1988 voor Bezoekingen
- De Arthur Cornetteprijs 1991, voor Sneeuwdoosjes, Essays
- De Prijs van de Vlaamse Gids 1992, voor Het Narrenschip
- De Prijs van de Vlaamse Gemeenschap voor Poëzie 1995, voor Muziek voor de overtocht
- De Paul Snoekprijs 1996, voor Muziek voor de overtocht
- Nominatie AKO-Literatuurprijs 1998, voor Steden, verhalen onderweg
- Nominatie VSB-poëzieprijs 1999, voor Goya als hond
- Bekroning als beste gedicht van het afgelopen jaar 1999, voor Eerste verlies uit Goya als hond
- Nominatie AKO-Literatuurprijs 2001, voor Als op de eerste dag
- De Maurice Gilliamsprijs van de Koninklijke Vlaamse Academie voor Taal- en Letterkunde 2002, voor Goya als hond
- De F. Bordewijk-prijs 2002, voor Als op de eerste dag
- La Ville à Lire / France Culture 2003, voor Entre Villes, de vertaling van Steden, verhalen onderweg
- Prijs van de Provincie Vlaams-Brabant voor Proza 2003, voor Als op de eerste dag
- KANTL-prijs voor Essay 2008, voor Het zwijgen van de tragedie
- AKO Literatuurprijs 2014 voor Oorlog en terpentijn
- Nominatie Premio Strega Europea 2015 voor Guerra e trementina (Oorlog en terpentijn)
- De Inktaap 2016 voor Oorlog en terpentijn
- Nominatie Man Booker Prize 2017 voor Oorlog en terpentijn
- E. du Perronprijs 2016 voor De Bekeerlinge
- Spycher Literaturpreis Leuk 2017 voor Der Himmel meines Grossvaters (Oorlog en terpentijn)
- Nominatie Prix Femina Etranger 2018 voor Le coeur converti (De bekeerlinge)
- Constantijn Huygens-prijs 2019 voor zijn gehele oeuvre

## Publicaties

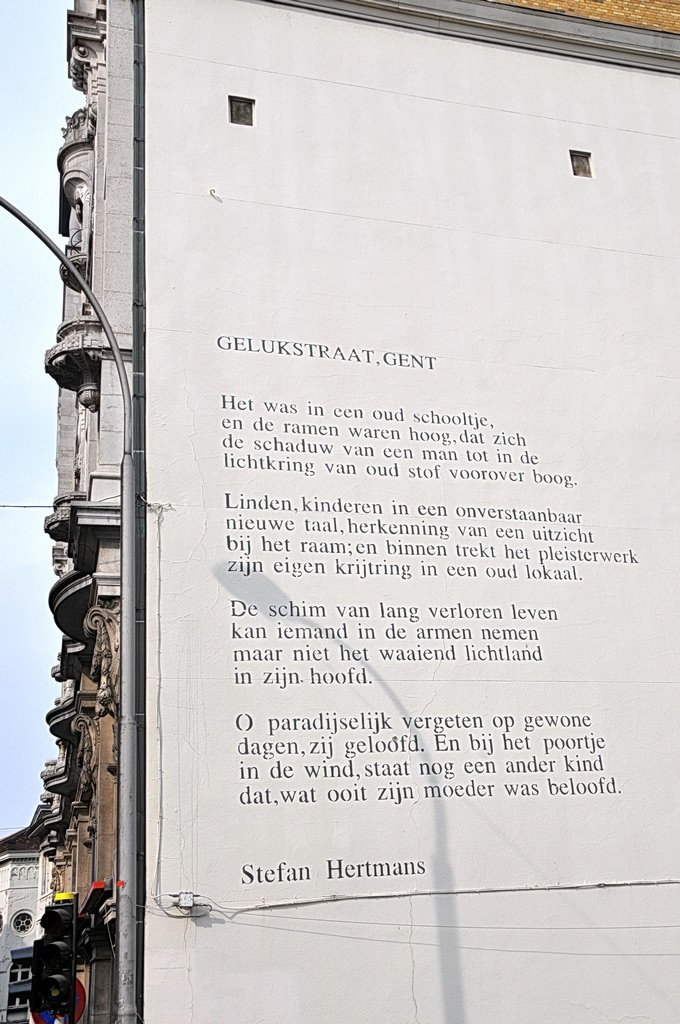
Muurgedicht: Gelukstraat, Gent (Sint-Pietersnieuwstraat)

- Ruimte. Proza. Ertvelde, Van Hyfte, 1981.
- Ademzuil. Poëzie. Gent, Grijm, 1984
- Melksteen. Poëzie. Gent, Poëziecentrum, 1986.
- Gestolde wolken. Proza. Amsterdam/Leuven, Meulenhoff/Kritak, 1987.
- Zoutsneeuw. Elegieën. Poëzie. Amsterdam/Leuven, Meulenhoff/Kritak, 1987.
- Bezoekingen. Poëzie. Amsterdam/Leuven, Meulenhoff/Kritak, 1988.
- Oorverdovende steen. Essays over literatuur. Essays. Antwerpen/Amsterdam, Manteau, 1988.
- De grenzen van woestijnen. Proza. Amsterdam/Leuven, Meulenhoff/Kritak, 1989.
- Sneeuwdoosjes. Essays. Amsterdam/Leuven, Meulenhoff, Kritak, 1989.
- Het Narrenschip. Poëzie. Gent, Poëziecentrum, 1990.
- Verwensingen. Poëzie. Amsterdam/Leuven, Meulenhoff/Kritak, 1991.
- Kopnaad. Poëzie; drama. Amsterdam/Leuven, Meulenhoff/ Kritak, 1992.
- Muziek voor de Overtocht. Poëzie. Amsterdam/Leuven, Meulenhoff/Kritak, 1994.
- Naar Merelbeke. Roman. Amsterdam/Leuven, Meulenhoff/ Kritak, 1994.
- Eenzaam op de marktplaats. Over het werk van Thierry De Cordier. Brussel, Hayen, 1995.
- Fuga’s en pimpelmezen. Over actualiteit, kunst en kritiek. Essays. Amsterdam/Leuven, Meulenhoff/Kritak, 1995.
- Francesco’s paradox. Gedichten. Amsterdam/Leuven, Meulenhoff/Kritak, 1995.
- Annunciaties. Gedichten. Amsterdam, Meulenhoff, 1997.
- Steden. Verhalen onderweg. Proza. Amsterdam/Leuven, Meulenhoff/Kritak, 1998.
- Het bedenkelijke. Over het obscene in de cultuur. Essays. Amsterdam, Boom, 1999.
- Waarover men niet spreken kan : elementen voor een agogiek van de kunst. Brussel, VUB Press, 1999.
- Goya als hond. Poëzie. Amsterdam, Meulenhoff, 1999.
- Mind the gap. Drama. Amsterdam, Meulenhoff, 2000.
- Café Aurora. Essays; bij het werk van kunstenaar Jan Vanriet. Breda, De Geus, 2000.
- Als op de eerste dag. Roman in verhalen. Roman. Amsterdam, Meulenhoff, 2001.
- Het putje van Milete. Essays. Amsterdam, Meulenhoff, 2002.
- Engel van de metamorfose. Over het werk van Jan Fabre. Amsterdam, Meulenhoff, 2002.
- Vuurwerk zei ze. Gedichten. Poëzie. Amsterdam, Meulenhoff, 2003.
- Harder dan sneeuw. Roman. Amsterdam, Meulenhoff, 2004.
- Kaneelvingers. Poëzie. Amsterdam, De Bezige Bij, 2005.
- Jullie die weten. Acht scènes naar Le Nozze di Figaro van W.A. Mozart. Gent, Poëziecentrum, 2005.
- Muziek voor de Overtocht. Gedichten 1975-2005. Poëzie. Amsterdam, De Bezige Bij, 2006.
- Het zwijgen van de tragedie. Essays. Amsterdam, De Bezige Bij, 2007.
- Het verborgen weefsel. Roman, Amsterdam, De Bezige Bij, 2008.
- De val van vrije dagen. Gedichten, Amsterdam, De Bezige Bij 2010.
- De mobilisatie van Arcadia. Essays. Amsterdam, De Bezige Bij 2011.
- Oorlog en terpentijn. Roman. Amsterdam, De Bezige Bij 2013.
- De bekeerlinge. Roman. Amsterdam, De Bezige Bij 2016.
- Antigone in Molenbeek, theater. Amsterdam, De Bezige Bij 2017.
- Onder een koperen hemel. Gedichten. Amsterdam, De Bezige Bij 2018.
- De opgang. Roman. Amsterdam, De Bezige Bij 2020.
- Verschuivingen. Essays. Amsterdam, De Bezige Bij 2022.
- Dius. Roman. Amsterdam, De Bezige Bij 2024.